# Lagune de Lagos
La lagune de Lagos est une lagune située au nord-est de Lagos au Nigeria.

## Géographie
Alimentée par les fleuves Ogun et Osun (en), la lagune s'étend sur une superficie approximative de 6 354,7 km2 sur une longueur d'environ 50 km pour une largeur de 3 à 13 km. Elle est séparée de l'océan Atlantique par une bande de terre de 2 à 5 km de large. Seuls deux bras de mer successifs situés à son extrémité ouest et sur les rives desquels la ville de Lagos s'est développée, le Lagos Harbour et le Commodore Channel, assurent la liaison entre la lagune et l'océan.

## Économie

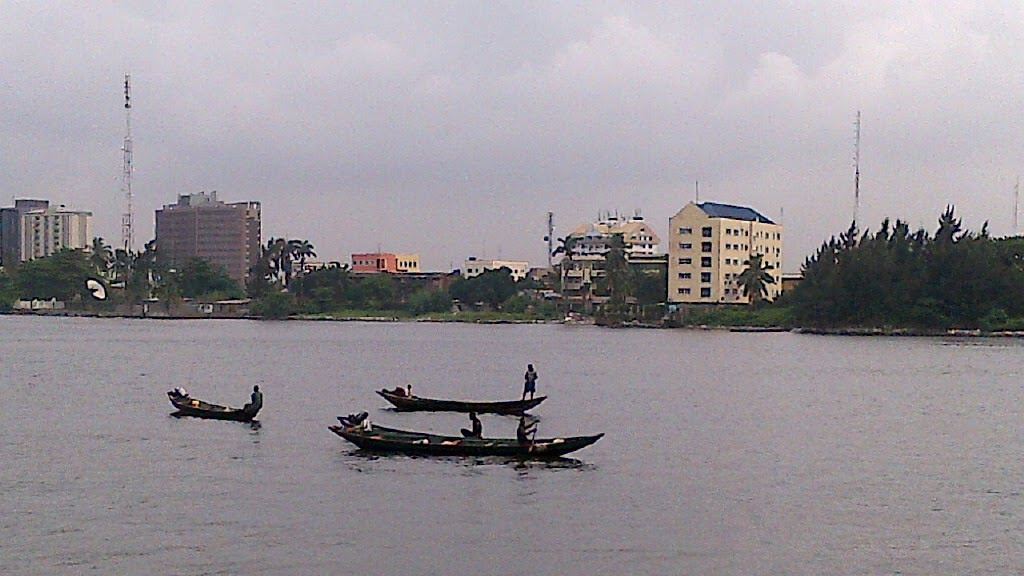
Pêcheurs sur la lagune